# Werkschulheim Felbertal
Das Werkschulheim Felbertal ist ein Privatgymnasium mit Öffentlichkeitsrecht und bietet eine Kombination aus einer allgemein bildenden höheren Schule und einer Handwerksausbildung an. Das Werkschulheim ist das Vorzeigemodell für die duale Ausbildung in Österreich (AHS-Matura und Handwerksabschluss bis zum Gesellenbrief). Angeschlossen ist ein Internat für Mädchen und Buben. Die Schule befindet sich im Bundesland Salzburg, in Ebenau im Flachgau; der Schulerhalter ist der Verein zur Förderung von Werkschulheimen.

## Geschichte
Im August 1951 fand in Bad Ischl das 7. Weltjamboree (Internationales Pfadfinderlager) statt. Dabei entstand unter einigen Pfadfindern die Idee, nach bayerischem Vorbild – in Berchtesgaden gab es zu diesem Zeitpunkt bereits ein Werkschulheim – auch in Österreich eine solche Schule zu gründen.
Einen Monat später wurde durch die Bildung des Vereins zur Förderung von Werkschulheimen als Schulerhalter der Grundstein für das Werkschulheim im Felbertal bei Mittersill im Salzburger Pinzgau gelegt.
Das erste Schuljahr des Werkschulheims begann am 14. September 1951 in zwei Holzblockhäusern mit 10 kaum Deutsch sprechenden Flüchtlingskindern, 15 österreichischen Schülern und sechs Erwachsenen, darunter die Gründungsväter Walter Katstaller, Josef Löw, Alexej Stachowitsch und Rupert Staudinger. Wenige Jahre nach der Gründung war es in Österreich zur „Modellschule“ aufgestiegen.
Im Juli 1954 wurde dem Werkschulheim das Öffentlichkeitsrecht verliehen. Ab diesem Zeitpunkt konnte das Werkschulheim staatsgültige Zeugnisse ausstellen. Vorher mussten alle Prüfungen vor externen Kommissionen abgehalten werden.
Im Handwerk gab es damals die Wahl zwischen Tischlerei und Metallbearbeitung. Erst ab dem Schuljahr 1955/56 wurde Radiomechanik als 3. Möglichkeit eingeführt.
Schwierigkeiten bereitete aber zunehmend die Raumnot, sodass in den Jahren 1956 und 1957 keine neuen ersten Klassen aufgenommen werden konnten. Auch die Abgeschiedenheit und die Entfernung von Salzburg wurden vor allem im Winter zu einem Problem.
So entschloss man sich zum Standortwechsel. Ideale Voraussetzungen fand man in der Nähe des Ortes Ebenau auf einem ausgedehnten Plateau mit Blick über den darunter liegenden Wiestalstausee. 1961 begann der Neubau des Werkschulheims und 1964 konnten die neuen Gebäude bezogen werden.
Von Anfang an setzte sich die Schule zum Ziel, gymnasiale Bildung mit handwerklicher Ausbildung zu verbinden, sodass jeder Absolvent Maturazeugnis und Gesellenbrief erhält. Pfadfinderideen, wie die kleine Gruppe als Einheit und das außerschulische Lernen in Projekt- und Erlebniswochen, werden auch heute noch durchgeführt.
Im Werkschulheim erinnert das Original-Lagertor vom Weltjamboree in Bad Ischl an das Gründungsjahr 1951. Außerdem gibt es im Werkschulheim eine eigene Pfadfindergruppe, die sich regelmäßig zu Heimstunden trifft.

## Bildung und Ausbildung
Das Gymnasium bietet Allgemeinbildung und fördert die kognitiven, kreativen und sportlichen Fähigkeiten der Schüler. In der gesamten Unterstufe bildet der intensive technische Werkunterricht einen besonderen Schwerpunkt. Die Schüler werden dabei vor allem an die Werkstoffe Holz und Metall herangeführt, wodurch am Ende der 4. Klasse die Entscheidung bei der Handwerkswahl erleichtert wird.
Zusätzlich zur gymnasialen Bildung gibt es in der Oberstufe auch eine handwerkliche Ausbildung in den Berufen Mechatronik, Maschinenbautechnik oder Tischlereitechnik. Die Absolventen schließen ihre neunjährige Schulzeit mit einer Gesellenprüfung und der AHS-Matura ab. Diese Doppelqualifikation berechtigt einerseits zum Universitätsstudium und schafft andererseits die Voraussetzung für die Ablegung der Meisterprüfung. Die Schüler können nach der Gesellenprüfung auch Module der Meisterprüfung absolvieren. Diese Vorbereitungskurse am Werkschulheim Felbertal ermöglichen es, nach der Matura über die Wirtschaftskammer Salzburg den Meisterbrief zu erwerben.

## Internat
Das Werkschulheim wird als Voll- und Halbinternat geführt. In dem der Schule angegliederten Internat werden die Schüler in Kleingruppen (maximal zwölf Jugendliche) betreut. Im Internat stehen Zweibettzimmer mit Nasszelle und Balkon sowie TV- und Internetanschlüsse und seit dem Schuljahr 2016/2017 auch WLAN zur Verfügung. Als Treffpunkt dienen Gemeinschaftsbereiche. Schüler aus den Umlandgemeinden werden im Halbinternat (Tagesbetreuung) in eigenen Gruppen täglich bis 17:00 Uhr betreut.
Im Internat wird auf einen wertschätzenden und toleranten Umgang miteinander und auf das Aneignen einer eigenverantwortlichen und selbstmotivierten Lern- und Arbeitshaltung Wert gelegt. Das Zusammenleben fördert außerdem soziale Komponenten wie Verantwortungsbewusstsein und Selbstständigkeit.
Der Tagesablauf ist klar strukturiert und beinhaltet tägliche Kernlernzeiten mit Unterstützung und Begleitung durch die Betreuer; diese stehen mit Hilfe eines internen Infosystems (Intranet) in enger Kooperation mit den Lehrern und den Eltern. Das vielfältige Freizeitangebot sorgt für Ausgleich im Schulalltag. Ein besonderer Höhepunkt sind die jährlichen Erlebnis- und Projektwochen.

## Allgemeines
Schulerhalter ist der „Verein zur Förderung von Werkschulheimen“ mit Sitz in Salzburg.
- Vereinsvorsitzender: Wolfgang Saliger
- Erziehungsleiter: Thomas Bayer
- Werkstättenleiter: Lukas Födinger
- Administrator: Wolfgang Klebel
- Geschäftsführer: Bernhard Reichl

## Leiter (Direktoren)
Leiter (Direktoren) des Werkschulheims:
- 1951–1958: Alexej Stachowitsch
- 1958–1976: Josef Löw
- 1976–2005: Hans Bigenzahn
- 2005–2014: Winfried Kogelnik
- 2014–2019: Heinz Edenhofner
- 2019–2024: Karin Starlinger-Baumgartinger
- seit 2024: Mathias Burgstaller